# Vysoká škola polytechnická Jihlava
Vysoká škola polytechnická Jihlava (VŠPJ) byla zřízena v roce 2004 jako první veřejná vysoká škola neuniverzitního typu v České republice a je jedinou veřejnou vysokou školou se sídlem v Kraji Vysočina.

## Sídlo
Vysoká škola sídlí v třípodlažní budově s vnitřním dvorem mezi ulicemi Tolstého, Jiráskova a Tyršova. Ta byla postavena roku 1905 a až do roku 1960 sloužila jihlavskému krajskému soudu, umístěna zde byla i věznice. Z té doby se zachovala např. hlavní soudní síň, dnes sloužící jako školní aula. Poté v ní působil Pedagogický institut a od roku 1966 odloučené pracoviště Vysoké školy zemědělské v Brně. V letech 1994 až 2005 ještě Vyšší odborná škola Jihlava, poté objekt získala nově zřízená Vysoká škola polytechnická.

## Studium
Vysoká škola polytechnická Jihlava je jedinou vysokou školou se sídlem v Kraji Vysočina. Slovo „polytechnická“ vychází z řeckého polús (mnoho) a téchne (umění) – vyjadřuje, že škola není zaměřena jen na jeden obor, ale má různorodou studijní nabídku. Zájemci o studium mohou vybírat jak z bakalářských programů zdravotnického typu, tak i z technických a ekonomických programů, a to v prezenční i kombinované formě. V současnosti nabízí VŠPJ také možnost navazujícího magisterského studia. Díky navazujícímu magisterskému programu Aplikovaná technika pro průmyslovou praxi, který byl otevřen na podzim roku 2021, je možné poprvé získat inženýrský titul přímo v Kraji Vysočina. Od roku 2023 navíc mohou zájemci o prohloubení znalostí v sociální sféře na VŠPJ studovat navazující magisterský program Sociální práce v péči o duševní zdraví, nebo od roku 2025 získat inženýrský titul v navazujícím magisterském programu Management a ekonomika podniku.
Bakalářské studijní programy:
- Aplikovaná informatika (prezenční i kombinované studium)
- Aplikovaná technika pro průmyslovou praxi (prezenční i kombinované studium)
- Aplikované strojírenství (prezenční i kombinované studium)
- Cestovní ruch (prezenční i kombinované studium)
- Finance a řízení (prezenční i kombinované studium)
- Porodní asistence (pouze prezenční studium)
- Všeobecné ošetřovatelství (prezenční i kombinované studium)
- Zdravotně sociální péče (prezenční i kombinované studium)

Navazující magisterské programy:
- Aplikovaná technika pro průmyslovou praxi (prezenční i kombinované studium)
- Sociální práce v péči o duševní zdraví (pouze kombinované studium)
- Management a ekonomika podniku (prezenční i kombinované studium)

Obecným cílem studia v akreditovaných studijních programech je poskytnout zájemcům možnost získat profesně orientované vzdělání s výrazně praktickými výstupy. Významnou součástí studia jsou dlouhodobé praxe (minimální délka praxe 12 týdnů). Po složení státní závěrečné zkoušky a obhajobě bakalářské/diplomové práce získává absolvent diplom a titul bakaláře (Bc.) v případě bakalářského studijního programu, nebo magistra (Mgr.) či inženýra (Ing.) v případě magisterského studijního programu. Absolvent také získává možnost dalšího studia v navazujících studijních programech na jiných vysokých školách v tuzemsku nebo v zahraničí. Studium v akreditovaných studijních programech trvá tři roky v případě bakalářského studia a dva roky v případě navazujícího magisterského studia buď v prezenční, nebo kombinované formě. Studijní nabídka se průběžně rozšiřuje tak, jak jsou ve správním řízení akreditovány nové studijní programy.
Vedle historické budovy Vysoké školy polytechnické Jihlava bylo v únoru roku 2020 slavnostně otevřeno nové výukové centrum. Stavba je trojúhelníkového tvaru, uvnitř převýšené haly se nachází velkokapacitní posluchárna pro 330 studentů. V podzemí je umístěna unikátní virtuální továrna využívající principy Průmyslu 4.0. Spolu s výstavbou nového výukového centra se dočkalo rekonstrukce i severní křídlo historického pentagonu - původně soud s věznicí.